# Bernhard Höfel
Bernhard Höfel (* 18. September 1862 in Innsbruck; † 21. Jänner 1943 ebenda) war ein österreichischer Juwelier und Mäzen.

## Leben
Bernhard Höfel, Sohn des am 23. Oktober 1823 in Bregenz geborenen Juweliers und Sammlers Josef Höfel, war viele Jahre im Verwaltungsausschuss des Tiroler Landesmuseums Ferdinandeum, besonders im Kunstgewerbeausschuss verdienstvoll tätig. Er vermachte die von seinem Vater angelegten und von ihm mit großem Verständnis vermehrten Kunstsammlungen, bestehend aus über hundert Gemälden, bedeutenden Beständen an kunstgewerblichen Gegenständen sowie einer reichhaltigen Bibliographie, der Stadt Innsbruck und dem Museum Ferdinandeum.
1980 wurde die Bernhard-Höfel-Straße im Gewerbegebiet Roßau nach ihm benannt.